# Calle Arco de los Zapatos
La calle Arco de los Zapatos es una vía pública de la ciudad española de Oviedo.

## Descripción
La vía, con título de origen gremial, discurre desde la calle Fontán hasta la plaza Daoiz y Velarde. Tiene cruce con la calle Quintana. Aparece descrita en El libro de Oviedo (1887) de Fermín Canella y Secades con las siguientes palabras:

Arco de los Zapatos.—Recibe su denominación de los soportales próximos al Fontán, donde se han vendido y continúan vendiéndose los zapatos de Noreña.—Ent.: Daoíz y Velarde.—Gonc.: Fontán.
(Canella y Secades, 1887, p. 106)